# Escherichia coli O104:H4
Escherichia coli EHEC O104:H4 ist ein seltener Hybrid-Stamm des Bakteriums Escherichia coli aus dem enteroaggregativen Escherichia coli EAEC O104:H4 sowie einem EHEC-Stamm.
Als Erreger steht er im Zusammenhang mit der HUS-Epidemie 2011. Das „O“ in der serologischen Klassifikation steht für das Lipopolysaccharid-Antigen der Zellwand, während das „H“ für das Flagellen-Antigen steht.

## Entstehung des pathogenen Stamms EHEC O104:H4
Die vom BGI durchgeführte DNA-Sequenzierung bestätigte, dass der Erreger zu 90 % identisch mit enteroaggregativen Escherichia coli EAEC O104:H4 ist. Wie er entstanden ist, ist nicht vollständig geklärt und es existieren zwei unterschiedliche Hypothesen. Verschiedene Autoren sehen eine Entstehung durch eine Transduktion über einen horizontalen Gentransfer mittels Bakteriophagen bei afrikanischen EAEC O104:H4. Dadurch soll dieser EAEC-Stamm die Eigenschaft erworben haben, Shiga-Toxine zu produzieren. Eine alternative Ansicht geht davon aus, dass ein bislang noch unbekannter Shiga-2-positiver O104:H4-Stamm existiert, von dem sowohl der pathogene EHEC O104:H4 wie auch der nicht pathogene EAEC O104:H4 abstammen.

## Eigenschaften des pathogenen EHEC O104:H4
Genomassemblierung und Copy-Number-Analyse bestätigten beide, dass der Shiga-Toxin 2 (stx2)Prophagen-Gencluster in zweifacher Kopienanzahl vorliegt und somit das kennzeichnende Merkmal des Genoms des E. coli Stamms O104:H4 ist.
Der Stamm ist durch folgende Genmarker charakterisiert:
- stx2 positiv (Shiga-Toxin 2),
- ter positiv (Tellurit-Anionen-Resistenz Gen-Cluster),
- eae negativ (eae codiert das Adhäsionsprotein Intimin),
- β-Lactamasen ampC, ampD, ampE, ampG, ampH vorhanden.

Für Überwachungsmaßnahmen im Rahmen des integrierten EU-Konzepts zur Lebensmittelsicherheit der Europäischen Kommission existiert für Erkrankungen, die durch den epidemischen Stamm O104:H4 Shiga-Toxin 2 bildender E. coli hervorgerufen sind, eine Falldefinition. Das E. coli Serovar O104:H4 stx2 wurde erstmals 2001 isoliert und beschrieben und 2006 in Zusammenhang mit der Erkrankung einer Frau in Südkorea diskutiert.